# Droit finlandais
Le droit finlandais est le droit appliqué en Finlande, fortement influencé par le droit suédois depuis la période de souveraineté suédoise.

## Histoire
Le système légal finlandais tire ses origines de la période où le pays appartenait au royaume de Finlande, du XIIe siècle à 1809. Ces 700 années d'histoire commune sont à l'origine des similarités entre les sociétés suédoise et finlandaise, similarités qui sont aussi évidentes dans leurs structures légales. Celles-ci furent maintenues même lorsque la Finlande fut cédée à la Russie, car la législation suédoise en vigueur à cette période est restée en vigueur pendant les 108 ans pendant lesquels la Finlande resta un grand-duché au sein de l'Empire du Tsar. Dans les faits, certains aspects de la législation suédoise originale reste encore appliqués même si la Finlande est une république indépendante depuis 1917.
Le statut autonome de la Finlande au XIXe siècle permit aussi une auto-détermination législative. En effet, il ne reste presque rien de la tradition légale russe, tandis que la Finlande continue de présenter des caractéristiques de tradition légale continentale, notamment d'influence scandinave et allemande.
L'influence suédoise perdure aussi au travers du statut de la langue suédoise. La Finlande est un pays bilingue ou le finnois et le suédois ont un statut officiel. Toutes les lois et la plupart des autres publications sont disponibles dans ces deux langues. Les îles de l'archipel des îles Åland sont une exception du fait de leur statut d'autonomie avancée, laquelle est garantie par un « acte constitutionnel par nature », sans pour autant faire officiellement partie de la Constitution. Sur cet archipel, seul le suédois est langue officielle.
La Finlande est membre des Nations unies depuis 1955, du Conseil de l'Europe depuis 1989, et de l'Union européenne depuis 1995.

## Sources du droit

### Constitution
Entrée en vigueur le 1er mars 2000, une nouvelle constitution remplace les quatre actes constitutionnels dérivés de l'indépendance et incorpore la plupart des dispositions fondamentales qu'ils contenaient. Par ce processus de constitutionnalisation, certaines dispositions furent reléguées au rang de législation parlementaire.

### Droit international
L'article 94 de la Constitution dispose que le Parlement devait ratifier les traités lorsqu'ils contenaient des dispositions législative ou lorsque c'était prévu par la Constitution.
L'article 95, paragraphe 1 de la Constitution dispose :

« Les dispositions d'ordre législatif d'un traité ou de toute autre obligation internationale sont mises en application par une loi. En ce qui concerne les autres dispositions, les obligations internationales sont mises en application par un décret pris par le Président de la République. »

— Article 95, paragraphe 1 de la Constitution

### Droit de l’Union européenne
L'application du droit de l’Union doit être faite par le Parlement lorsque les questions relèvent de la compétence législative et par le gouvernement pour les questions réglementaires. Les régions ont peu de compétences et sont peu concernées par l’application du droit de l’Union. En revanche les communes ont des compétences importantes en matière de transport, d'environnement et d'énergie notamment et doivent par conséquent appliquée le droit de l’Union. L'archipel d'Åland, qui bénéficie d'une large autonomie est une exception.
La tradition dualiste finlandaise est aménagée dans le cadre du droit de l’Union européenne et prend la forme d'un monisme de facto. En effet, l'acte d'incorporation incorpore les traités tels qu'ils ont été adoptés. Cela implique une reconnaissance de l’effet direct et de la primauté, qui avait été auparavant reconnu par l'acte d'incorporation à l'espace économique européen.
L'article 106 dispose que les juridictions doivent faire primer la Constitution au cas où une norme serait en contradiction avec elle. Cependant, cette formulation ne semble pas devoir entraîner de remise en cause du droit de l’Union européenne, sauf si les compétences de l’Union sont dépassées.

### Législation
L'article 3 de la Constitution dispose que le pouvoir législatif est exercé par le Parlement.
L'initiative législative revient soit à un député, qui dépose une proposition de loi, soit au gouvernement, qui dépose un projet de loi au Parlement.
La commission constitutionnelle donne son avis sur la constitutionnalité des projets de textes de loi et des autres affaires soumis à son examen, ainsi que leur relation avec les accords internationaux et les droits de l'homme.